# Thai Airways-vlucht 261
Thai Airways-vlucht 261 was een geplande passagiersvlucht op 11 december 1998 van het Thaise Bangkok naar Surat Thani.
De vlucht, met daarop 146 passagiers, vertrok op 11:40 (UT) van de Internationale Luchthaven Don Mueang. Toen het vliegtuig begon te dalen naar de Internationale Luchthaven Surat Thani, in slecht weer met hevige regenval en slecht zicht, moest het tweemaal een doorstart maken omdat het de landingsbaan niet in zicht had (dit noemt men een missed approach). Bij een derde poging om te landen overtrok het vliegtuig en crashte twee mijl van de luchthaven. In deze crash lieten 101 mensen het leven en raakten 45 mensen gewond.